# Klaus Paysan
Klaus Paysan (* 8. Januar 1930 in Stuttgart; † 17. September 2011) war ein deutscher Fotograf und Buchautor.

## Leben
Paysan besuchte an der Universität Stuttgart Vorlesungen in den angewandten Naturwissenschaften, Kunst und Philosophie. Mit Aufnahmen bei Hochzeiten, Tanzstunden, Abschlussbällen und Festen finanzierte er das Studium. Dabei erwarb er Kenntnisse in Fotografie und Blitztechnik und 1951 wurden Bilder von ihm und seinem Bruder Hans Paysan auf der photokina ausgestellt. Ab 1952 arbeitete er als Fotolehrer im Jugendhaus Stuttgart und schrieb für verschiedene Fotozeitschriften Artikel. In der Folge veröffentlichte er seine Bilder in Schulbüchern sowie als Diareihen für den Schulunterricht. Zusammen mit seinem Bruder nutzte er seine chemischen Kenntnisse und beschäftigte sich mit der Filmentwicklung. Sie stellten Kontakte zur Fotoindustrie her und waren an der Erprobung neuer Filme und Entwicklungsmethoden beteiligt.
Zusammen brachten Hans und Klaus Paysan 1957 einen Bildband über Stuttgart heraus und ein paar Jahre später veröffentlichte er seine Fotografiekenntnisse in dem Handbuch Naturfotografie für Jedermann.
Nach der Heirat mit der Illustratorin und Autorin Angela geb. Roth im Jahr 1960 reiste er das erste Mal nach Afrika. Dies war der Ausgangspunkt für über 100 Reisen zu diesem Kontinent, wo er Tiere, Land und Leute fotografisch festhielt. Aufträge von der Volkswagen AG und später von der Daimler AG sicherten die Finanzierung. 1964/65 sponserte der Franckh-Kosmos-Verlag einen Teil der Fahrtkosten als „Kosmos Afrika Safari“. Für die folgenden Publikationen in der Zeitschrift Kosmos erhielt er 1967 die Wilhelm-Boelsche-Medaille in Silber.
1966 bekam er von Agfa den Auftrag für das Afrikadiarama auf der photokina. Er war noch bestimmt von der Tierfotografie, ebenso wie die Führungen der Fotosafaris in den siebziger Jahren. Doch die rein naturwissenschaftliche Dokumentation verlor für ihn an Bedeutung und bereits 1964/65 überwog das Interesse am Leben der afrikanischen Menschen. 1968 erschien Paysans erstes völkerkundliches Buch. Die Veröffentlichung von insgesamt vier Aquarienbüchern und die Arbeit für acht Jahre in der Herstellungsleitung und Bildredaktion einer Aquarienzeitschrift ermöglichten es ihm, seinen Studien zum Leben und den Kulten der Menschen in Afrika nachzugehen. 1980 erschien das von ihm illustrierte Buch Afrika in eigener Sache. In der damaligen Landesbildstelle Württemberg, Stuttgart, stellte er die Ergebnisse seiner völkerkundlichen Studien, Fotografien und Sammlungen mit dem Ziel aus, die traditionell lebenden Menschen in Afrika in ihren menschlichen Qualitäten herauszustellen und zu rehabilitieren.

## Ausstellungen
- 1966: Afrikadiarama auf der Photokina (Fotoausstellung)
- 1980: Afrika in eigener Sache, Landesbildstelle Württemberg (Fotoausstellung)
- 2000: Wo sind meine Freunde geblieben, Landesbildstelle Württemberg (Fotoausstellung)
- 2003/4: Afrika – Tiere, Masken und Magie, Staatliches Museum für Naturkunde Schloss Rosenstein, Stuttgart (Ausstellung afrikanischer Kunst in Kombination mit Fotos)[2]
- 2007: Der Ritt in die Welt, Stadtteilbibliothek Feuerbach (Ausstellung afrikanischer Kunst in Kombination mit Fotos)[3]
- 2009: Klimazonen der Erde im Kreismedienzentrum Sigmaringen
- 2009/10: Maskenmacht und Königszeichen – Perlarbeiten aus Kamerun, Schmuckmuseum Pforzheim (Ausstellung afrikanischer Kunst in Kombination mit Fotos und Videos)[4]

## Publikationen (Auswahl)
- Stuttgart. Hans Paysan ; Klaus Paysan. [Mit e. Einl. von Ulrich Seeliger] H. Schwarz Verlag, Bayreuth 1957. Umfang/Format: 23 Bl. : 42 Bildtaf. ; kl. 8
- Die Welt der grossen Stadt. Fred Aurich ; Hans Paysan ; Klaus Paysan, Thienemann Verlag Stuttgart 1959. Umfang/Format: 408 S. : Abb. mit Text, 1 Titelbild ; 4
- Naturfotografie für Jedermann. Klaus Paysan Hrsg. [Mit 42 Zeichn. von Angela Paysan] u. 78 z. T. mehrfarb. Fotos [d. Verf.] Franckh Verlag, Stuttgart 1963. Umfang/Format: 122 S. ; gr. 8
- Freude an Fischen. [Text u. Fotos: Klaus Paysan. Vignetten: Angela Paysan], Deutsche Verlagsanst. Stuttgart 1967. Umfang/Format: 50 Bl. : Abb. mit Text ; quer-8.
- Tiere in Teich und Tümpel. [Fotos:] Klaus Paysan. [Vignetten: Angela Paysan], Deutsche Verlagsanst. Stuttgart 1968. TN 4006 Umfang/Format: 50 Bl. : Abb. mit Text ; quer-8. (Mehrfach neu aufgelegt)
- Vögel in Feld und Garten. [Fotos:] Klaus Paysan. [Vignetten: Angela Paysan], Deutsche Verlagsanst. Stuttgart 1968. TN 4005 Umfang/Format: 50 Bl. : Abb. mit Text ; quer-8. (Mehrfach übersetzt und neu aufgelegt)
- Wehrhaftes Wild in Afrika. [Fotos:] Klaus Paysan. [Vignetten: Angela Paysan], Deutsche Verlagsanst. Stuttgart 1968. TN 2154 Umfang/Format: 50 Bl. : Abb. mit Text ; quer-8
- Tscholliré : Ein afrikan. Königreich. Klaus Paysan. Mit e. Anh. über die geschichtl. u. völkerkundl. Zusammenhänge von Klaus Schubert. [Aufn.: Klaus Paysan. Ktn.-Skizzen: Angela Paysan], Stocker Verlag, Graz ; Stuttgart 1969. Umfang/Format: 182 S. ; gr. 8
- Welcher Zierfisch ist das? 500 Arten in Farbfotos. Klaus Paysan, 500 Arten in Farbfotos,/ [Mit 666 Aufn. von Klaus Paysan, 7 Aufn. von Heinz Feucht u. 901 Zeichn. von Angela Paysan] Hrsg. Franckh'sche Verlagshandlung, W. Keller & Co. Stuttgart 1970. ISBN 3-440-03743-6 Umfang: 243 S. (Vielfach übersetzt und neu aufgelegt)
- Grosswild in Afrika. Klaus Paysan. [Text u. Fotos: Klaus Paysan. Vignetten: Angela Paysan], Humboldt-Taschenbuchverlag, München 1971.
- Zierfische, mein Hobby; Klaus Paysan [Text u. Fotos:] Klaus Paysan. [Vignetten: Angela Paysan.], Humboldt-Taschenbuchverlag, München 1971. Umfang/Format: 127 S. : mit 50 Ill.; 18 cm.
- Unsere liebsten Tiere. [Text u. Farbfotos: Klaus Paysan. Zeichn.: Angela Paysan] Deutsche Verlagsanst. Stuttgart 1971. ISBN 3-421-02249-6 Umfang/Format: 50 Bl. : mit Abb. ; quer-8
- Tiere bei uns zu Hause. von Klaus Paysan. [Farbfotos: Klaus Paysan. Zeichn: Angela Paysan], Humboldt-Taschenbuchverlag, München 1972. ISBN 3-581-66198-5 Umfang/Format: 126 S. : zahlr. Ill. (farb.); 18 cm
- Aquarienfische. Erich Brom; Klaus Paysan [Text von Erich Braum. Bildteil von Klaus Paysan. Geleitw. von Werner Ladiges] Belser Verlag, Stuttgart 1972 ISBN 3-7630-1827-1 Umfang/Format: 232 S. : überwiegend Ill. (farb.); 20 cm
- Unsere Waldblumen und Farngewächse Bd. 2. von Arthur Rühl. Farbphotos von Klaus Paysan, Borntraeger Verlag, Berlin, Stuttgart
- Beispielhafte Aquarien : biolog. richtige Zierfischhaltung in 25 schönen Aquarien. Klaus Paysan. [Alle Zeichn.: Angela Paysan], Tetra Werke, Mehle 1978. Umfang/Format: 112 S. : überwiegend Ill. (z. T. farb.) ; 22 cm
- Wußte ich, um was ich bat?. Ursel Möhle; Klaus Paysan [Lyrik: Ursel Möhle] [Fotos: Klaus Paysan] [Gestaltung: Angela Paysan], Literarischer Verlag A. Braun, Köln 1979. Umfang: 80 S.
- Afrika in eigener Sache. Unter dem Baobab gesprochen. Klicker, Jochen R., Claude Paysan und Muepu Muamba, Peter Hammer Verlag, Wuppertal 1980. 120 Seiten .Gr. 4°. ISBN 3-87294-161-5
- Die Orchideenflora von Euböa (Griechenland). von Siegfried Künkele u. Klaus Paysan. Hrsg. von d. Landesanst. für Umweltschutz Baden-Württemberg, Inst. für Ökologie u. Naturschutz Karlsruhe 1981. ISBN 3-88251-056-0 Umfang/Format: 140 S. : Ill. (farb.), Kt. ; 24 cm
- Die schwarzen Riesen von Ruanda, in: Das große Jugendbuch 26. Folge. Stuttgart 1985. S. 166–173 (Reportage über Berggorillas).
- Aquaristik für Einsteiger. Paysan, Klaus ; Lindner, Manfred: Hrsg. Naturbuch-Verlag, Augsburg 1998. ISBN 3-89440-357-8
- Afrikanische Kunst in falschen Händen? Zusammen mit Angela Paysan. Beitrag zur Diskussion über afrikanische Kunst und ihre Verlagerung in die Kunstgeschichte, publiziert in der Afrikapost 3/2007 und 4/2007[5]

## Ehrungen
- 1967: Wilhelm-Boelsche-Medaille in Silber